# Westwood Hills
Westwood Hills är en ort i Johnson County i Kansas. Vid 2020 års folkräkning hade Westwood Hills 400 invånare.